# 青木放屁
青木放屁（日语：／，？—？）是来自日本的前童星。本名青木富宏（日语：／），旧艺名为青木富廣。

## 来历
具体出生日期和出生地不详（至少在1924年之后出生）。
由喜剧演员小倉繁和他的母亲在松竹蒲田摄影所出生。来自蒲田的著名童星青木富夫（突貫小僧）是他的異父兄。毕业于鎌倉市立大船中学校。
老家位于蒲田，幼时在松竹蒲田摄影所和富夫一起玩耍时引起了工作人员的注意，1947年，以青木富广的名义在小津安二郎导演的战后复出电影《长屋绅士录》中首次亮相，饰演一个被饭田蝶子收养的战争孤儿。
因为胖被摄影所的大家以“小噗”（ブーちゃん）的昵称熟悉，艺名也改为青木放屁。此后以小津作品为中心活跃，但在1953年公开的池田忠雄执导电影《关白夫人》中出演松本太郎后，退出艺能界。
他的異父兄富夫于2004年1月24日逝世，享年80岁，此后放屁的消息不得而知。

## 出演作品
皆为“松竹大船摄影所”制作的有声电影。
- 《长屋绅士录（日语：長屋紳士録）》：監督小津安二郎、1947年5月20日公開 - 幸平 ※出道作[1]
- 《风中的母鸡（日语：風の中の牝鶏）》：監督小津安二郎，1948年9月17日公開 - 正一
- 《晩春（日语：晩春 (映画)）》：監督小津安二郎，1949年9月19日公開 - 勝義
- 《初恋問答》：監督涩谷实（日语：渋谷実），1950年1月15日公開 - 辰一
- 《銀座巴里》：監督萩山輝男，1952年5月15日公開 - チーター
- 《関白夫人》：監督池田忠雄（日语：池田忠雄），1953年2月5日公開 - 松本太郎 ※引退作[1]

## 脚注
1. 1 2 3 4 5 6 7 8  . キネマ旬報社. 1996: 20.
2. ↑  . 日外アソシエーツ. 2014: 7.

## 关連項目
- 小倉繁（日语：小倉繁）
- 青木富夫（日语：青木富夫）